# Черлен
Черлен (Черлений) — гірська річка в Україні, у Рожнятівського районі Івано-Франківської області. Права притока Лімниці, (басейн Дністра).

## Опис
Довжина річки 18 км, похил річки 14 м/км, площа басейну водозбору 40,6 км², найкоротша відстань між витоком і гирлом — 16,30  км, коефіцієнт звивистості річки — 1,1. Формується багатьма безіменними гірськими потока. Річка розташована в Українських Карпатах.

## Розташування
Бере початок на північних схилах Безіменної гори (698,6 м) на північно-західній стороні від села Луквиці. Спочатку тече переважно на північний схід через Слободу-Небилівську, далі тече переважно на північний захід попід Красне і на північно-західній околиці села Вербівки впадає у річку Лімницю, праву притоку Дністра. 
Населені пункти вздовж берегової смуги: Небилів.

## Цікавий факт
- На північно-західній стороні від села Слобода-Небилівська річку перетинає автошлях Т 0901.